# 李允学
李 允学（イ・ユナク、朝鮮語: 이윤학/李允學、1928年4月3日 - 2007年9月7日）は、大韓民国の教育者、実業家、ジャーナリスト、政治家、陸軍軍人。第8代韓国国会議員。
本貫は全州李氏。号は湖晸（ホジョン、호정）、キリスト教徒。

## 経歴
日本統治時代の京畿道長湍郡（現・坡州市）出身。景福高等学校、ソウル大学校文理科大学政治学科卒。陸軍総合学校、工兵学校修了。陸軍大尉として予備役編入。
韓国生産性本部訓練部長、韓国農村問題研究所理事、中小企業実務者国際会議（パキスタン開催）韓国代表、韓国経済新聞論説委員、朝楊学院（現・湖晸学院）創設者・理事長、民主共和党創設メンバー・企画部次長・京畿第5地区党委員長・中央党総務部長・事務総長補佐役、三営ハードボード工業株式会社社長、漢陽大理石株式会社代表理事、大和鉱業株式会社代表理事、トロント大学韓国学諮問委員会理事、韓国・カナダ文化交流協会会長、東部教会社会教育センター常緑大学学長を務めた。
2007年9月7日、老衰により死去。享年80。

## エピソード
1967年12月に朝楊学院（現・湖晸学院）を設立し、翌年に楊州郡広積面で朝楊中学校を開校したなど、「中等教育の荒地」と呼ばれる楊州・坡州地域の教育に貢献をした。その後、1971年の第8代総選挙では同地域から出馬し当選した。2017年には朝楊中学校の校庭に記念碑が設置された。